# Bridge

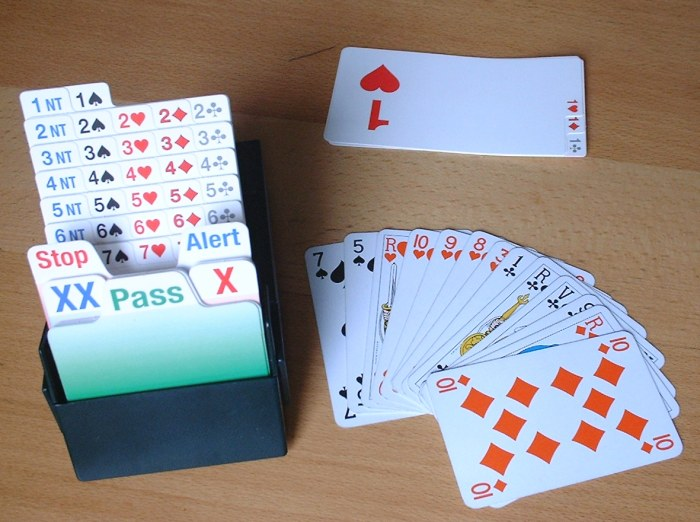
Cutie pentru licitație la bridge (bidding box) și o mînă cu 13 cărți

Bridge este un  joc de cărți între patru jucători. Se joacă cu un pachet întreg de cărți împărțite egal între jucători, care alcătuiesc două perechi adverse numite axe. Jucătorii aflați pe două laturi opuse ale mesei de joc constituie o pereche, de unde, probabil, denumirea de „bridge” (tradus din limba engleză cuvântul Bridge înseamnă pod).
Bridge este un joc de levate cu cărți de joc folosind un pachet standard de 52 de cărți. Este jucat de patru jucători grupați în două echipe concurente, partenerii stând față în față la masa de joc. Milioane de oameni joacă bridge în toată lumea în cluburi, turnee, online și cu prietenii în privat, fiind unul dintre cele mai populare jocuri de cărți din lume. Federația Mondială de Bridge (WBF) este organismul de conducere pentru bridge competitiv internațional, cu numeroase alte organisme care guvernează jocul la nivel regional.
Jocul constă în mai multe done, fiecare progresând în patru faze: împărțitul cărților, licitarea, jocul efectiv al mâinii și notarea rezultatelor. Împărțitul cărților și notarea rezultatelor sunt activități procedurale, în timp ce licitarea și jocul mâinii sunt cele două faze active competitive ale jocului.
Cărțile sunt distribuite jucătorilor, iar apoi jucătorii licitează angajându-se sa câștige contractul, specificând numărul minim de levate pe care trebuie să le câștige partenerii care stabilesc în final contractul (din care va face parte declarantul) pentru a primi puncte pentru dona respectivă. În timpul licitației, partenerii comunică informații despre mâna lor, inclusiv despre puterea lor generală și despre lungimea culorilor lor, în mod natural sau folosind convenții. Apoi se joacă dona, echipa declarantă încercând să-și îndeplinească contractul, iar echipa în defensivă încercând să împiedice echipa declarantă să își atingă scopul. Punctele obținute într-o donă se calculează pe baza numărului de levate câștigate, a contractului și a diverșilor factori care depind într-o anumită măsură de variația specifică a jocului.
Rubber bridge este cea mai populară variantă pentru jocul informal, dar cea mai mare parte a jocului la cluburi și în turnee implică o variantă de bridge duplicat, unde cărțile nu sunt re-împărțite la fiecare donă, ci fiecare donă este jucată de două sau mai multe mese diferite de jucători, pentru a permite evaluarea comparativă.

## Etimologie
O teorie este că numele de bridge vine de la numele unui joc anterior. Bridge s-a diferențiat de whist odată cu crearea lui Biritch (sau whist-ul rusesc) în secolul al XIX-lea, și a evoluat până la sfârșitul secolului al XIX-lea și începutul secolului al XX-lea în forma actuală de joc. Cuvântul biritch în sine este o ortografie a cuvântului rus Бирюч (бирчий, бирич), o ocupație a unui funcționar diplomatic sau purtător de cuvânt. Unii experți consideră însă că originea rusă a jocului este o eroare.
O altă teorie este că soldații britanici au inventat jocul de bridge în timpul războiului din Crimeea. Jocul "și-a luat numele de la Podul Galata (Galata Bridge), un pod care se întinde pe Cornul de Aur și leagă părțile vechi și noi ale Istanbulului din Europa, pe unde se pare că treceau în fiecare zi să meargă la o cafenea pentru a juca jocuri cu cărți de joc".

## Istoric
Varianta actuală a jocului de Bridge este Kontrakt-Bridge, (în engleză Contract-Bridge) care a evoluat în mai multe etape din Whist. Variante anterioare abandonate azi au fost Auction-Bridge și Bridge-Plafond.
Regulile utilizate în prezent au fost definitivate de miliardarul american Harold Stirling Vanderbilt. O contribuție importantă la stabilirea principiilor moderne ale jocului a avut jucătorul american (născut în România) Ely Culbertson în deceniul patru al secolului XX.
Bridge este un joc din familia jocurilor de levată, o dezvoltare a jocului de whist. Conform lui Oxford English Dictionary, bridge este pronunția în limba engleză a unui joc numit Biritch, care a fost cunoscut și sub numele de whist rusesc.
Cea mai veche carte cunoscută cu reguli pentru Biritch datează din 1886, autorul fiind John Collinson. Această carte și versiunea sa ulterioară, The Saturday Review, din 28 mai 1906, consideră că Biritch a fost jucat inițial de comunitatea rusă de la Constantinopol, având unele caracteristici comune cu varianta de whist Solo. Jocul a suferit în timp mai multe schimbări semnificative spre bridge, precum: dealer-ul alege culoarea de atu, sau deleagă partenerul său pentru aceasta, posibilitatea jocului fără atu, partenerul dealer-ului devine mână moartă, jocul de 3NT, 4H și 5D, licitarea putea fi dublată și redublată, și existența bonusurilor pentru slam. Acest joc, și variantele sale cunoscute sub numele de bridge și bridge-whist, au devenit populare în Statele Unite și Marea Britanie în anii 1890, în ciuda dominației de multă vreme a jocului de whist.
În 1904 s-a dezvoltat auction bridge, în care jucătorii licitau în cadrul unei licitații competitive pentru a decide contractul și declarantul. Obiectul jocului a devenit realizarea a cel puțin la fel de multe levate ca cele stabilite prin licitație, și au fost introduse sancțiuni pentru incapacitatea de a obține aceste levate.
Jocul modern de bridge este rezultatul inovațiilor în scor la auction bridge, făcute de Harold Stirling Vanderbilt și alții. Schimbarea cea mai semnificativă a fost că numai levatele stabilite prin contractat erau punctate, o schimbare care a dus la licitații mult mai deliberate și interesante. De asemenea, o noutate a fost conceptul de vulnerabilitate, implicând sacrificii pentru a se proteja, iar diferitele scoruri au fost ajustate pentru a produce un joc mult mai echilibrat. Vanderbilt a stabilit regulile în 1925, astfel încât în câțiva ani jocul de bridge a devenit sinonim cu varianta de „bridge contract.”
În Statele Unite ale Americii, cea mai mare parte a jocului de bridge jucate azi e contract bridge, jucat în cluburi, în turnee, și online. În Marea Britanie, rubber bridge este încă popular atât în jocurile domestice cât și în cluburi, la fel ca jocul de bridge duplicat. În România jocul de bridge este practicat de oameni de toate vârstele în multe orase. Federația Româna de Bridge listează 26 de cluburi de bridge unde se joaca la nivel competițional, dar in plus există locuri diverse unde jucătorii de bridge se intâlnesc pentru partide amicale Arhivat în 4 noiembrie 2019, la Wayback Machine.. La Campionatele Naționale de Bridge ale României participă in fiecare an sute de jucători. 

## Reguli
Jocul se desfășoară până când una dintre axe câștigă două manșe din trei. Un joc de două sau trei manșe (scor 2-0 sau 2-1 la manșe) se numește rober. O manșă e câștigată când o axă realizează 100 de puncte din contracte licitate. Levatele suplimentare nelicitate se punctează, dar nu se iau în calcul pentru îndeplinirea manșei. Amenzile pentru nerealizarea contractelor se înscriu axei adverse dar nu contează la calculul manșei acesteia. O manșă poate fi realizată din mai multe jocuri cu scoruri numite „mărci parțiale” (de exemplu: 2 pici în primul joc și 3 cupe în al doilea: 2 x 30 + 3 x 30 = 150 puncte > 100).
Jocul are două părți: prima în care se licitează, în care perechile, printr-un limbaj codificat, își propun, cu cărțile de care dispun, să realizeze un anumit contract și a doua parte în care se desfășoară jocul propriu-zis, adică jocul de levată, în care perechea contractantă încearcă să-și realizeze contractul, iar „flancul” încearcă să-l împiedice. Fiind 52 de cărți împărțite egal între patru jucători, în joc sunt 13 mâini sau „levate”. O axă poate de pildă să ia 8 levate din cele 13, înseamnă că în mod necesar axa adversă ia doar 5. 
Câștigătorul licitației devine „declarant”, iar partenerul său „mort”, în engleză „dummie”. Mortul etalează pe masă cărțile sale care devin vizibile pentru partener și adversari. În jocul de levată, declarantul manevrează și cărțile sale și pe ale „mortului” iar axa adversă (flancurile) fiecare pe ale sale.
Contractul poate fi jucat în una dintre cele cinci denominații (numite uzual „culori”): trefla, caro, cupa, pica și fără atu. La jocul cu atu, culoarea stabilită ca atu poate câștiga levata dacă „taie” o culoare jucată de adversari, cu condiția ca jucătorul care taie să nu mai dețină culoarea cerută.
Licitația constă din anunțuri pe o denominație la un anumit nivel, de exemplu "1 cupa", "3 trefle", "5 fără atu" și trei anunțuri fără denominație și fără nivel: Pas, Contra, Recontra. Anunțurile „contra” și „recontra” conduc la mărirea amenzii în caz de nerealizarea contractului, dar măresc și primele în caz de realizare a acestuia. La competiții, licitația nu se face verbal ci prin prezentarea unor cartoane dintr-o cutie care conține toate anunțurile posibile (bidding box).
Se poate juca în partidă liberă, adică de către numai patru jucători la o singură masă, sau în competiție, la mai multe mese, pentru a se putea confrunta oricât de mulți jucători (perechi). În acest ultim caz, la toate mesele, pachetele de cărți sunt împărțite identic - de unde numele de "duplicat", excluzându-se astfel în cea mai mare parte norocul. Jocul se practică în familie (partide libere) sau în cluburi organizate (în general, competiții).
Se poate juca pe echipe formate din câte două axe. În acest caz, după un număr de done cărțile se schimbă între mese, fiind puse în acest scop în „etuiuri”, astfel că aceeași donă e jucată de ambele axe ale unei echipe, dar pe orientări diferite (una cu cărțile de pe N-S, a doua cu cărțile de pe E-V). Punctajul rezultă prin compararea rezultatelor. 

## Punctaj
Denominațiile sunt punctate astfel:
- trefla și caroul, numite culori minore, câte 20 de puncte fiecare
- cupa și pica, numite culori majore, câte 30 de puncte fiecare
- fără atu, primul primește 40 de puncte și fiecare următor valorează câte 30 de puncte.

Contractul jucat, dacă este realizat, primește puncte bonus, în funcție de nivelul la care se joacă:
- marca parțială: 50 de puncte
- manșa: nevulnerabil 300, vulnerabil 500
- micul șlem: nevulnerabil 500, vulnerabil 750
- marele șlem: nevulnerabil 1000, vulnerabil 1500

## Detalii statistice
Cele 52 de cărți pot fi împărțite la  cei patru jucători în 635.013.559.600 moduri.
Distribuția culorilor în această "mână" se poate face în 39 de moduri, dintre care cele mai probabile sunt:
| Distribuție   | 4-4-3-2 | 5-3-3-2 | 5-4-3-1 | 5-4-2-2 | 4-3-3-3 | 6-3-2-2 | 6-4-2-1 | 6-3-3-1 | 5-5-2-1 | 4-4-4-1 |
| Probabilitate | 21,55%  | 15,52%  | 12,93%  | 10,58%  | 10,54%  | 5,64%   | 4,7%    | 3,45%   | 3,17%   | 2,99%   |

Dacă aceste distribuții sunt clasificate în funcție de numărul de "culori" preponderente, se disting 4 cazuri:
- mână echilibrată (4-3-3-3, 4-4-3-2, 5-3-3-2) -- 47,61%
- mână bi-coloră (5-4-2-2, 5-4-3-1, 5-5-2-1, 5-5-3-0, 6-5-1-1, 6-5-2-0, 6-6-1-0, 7-6-0-0) -- 29,02%
- mână mono-coloră -- 19,15%
- mână tri-coloră (4-4-4-1, 5-4-4-0) -- 4,23%